# Lusina (Udanin)

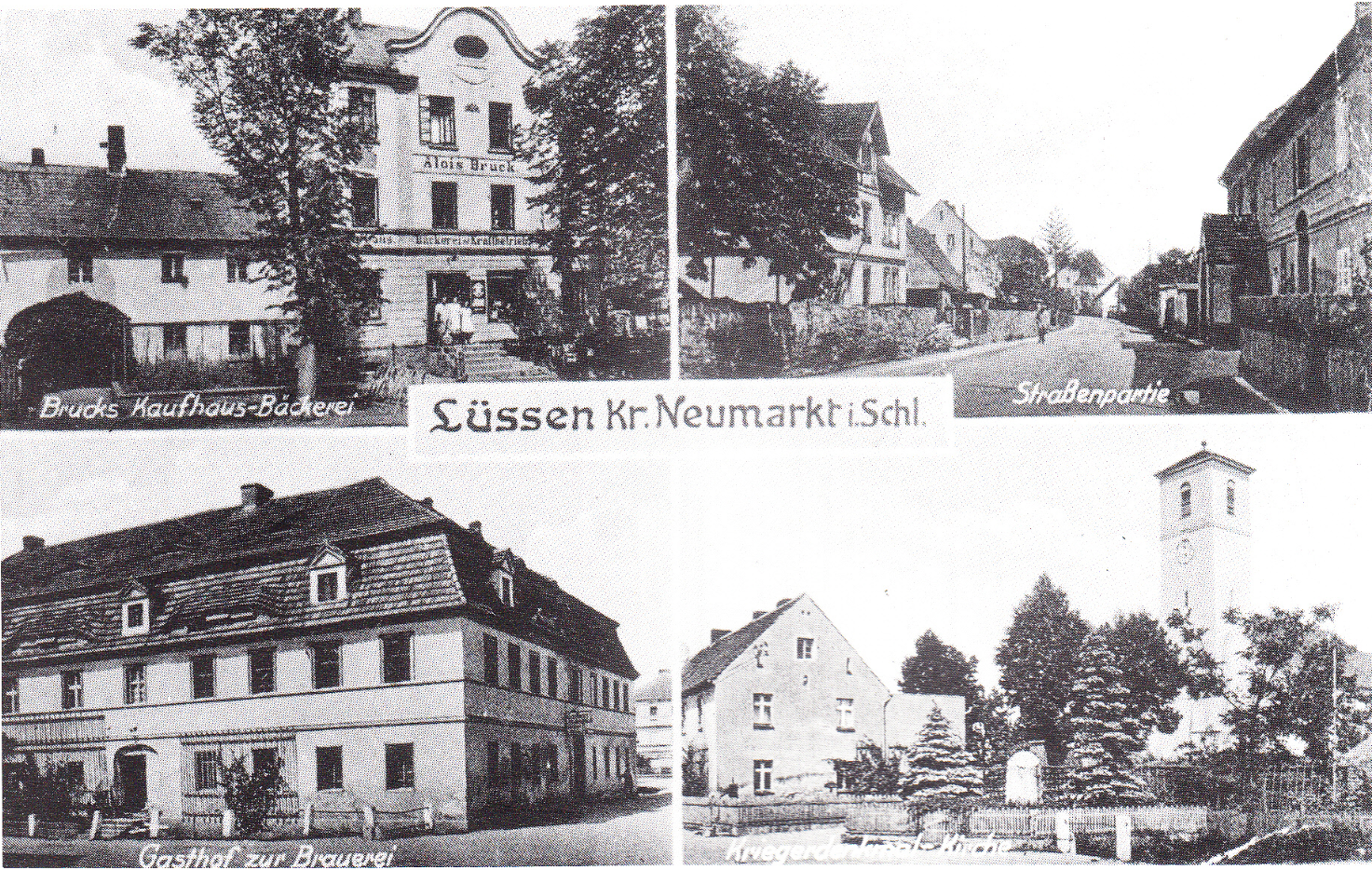
Ansichtskarte von Lüssen, 1930er Jahre

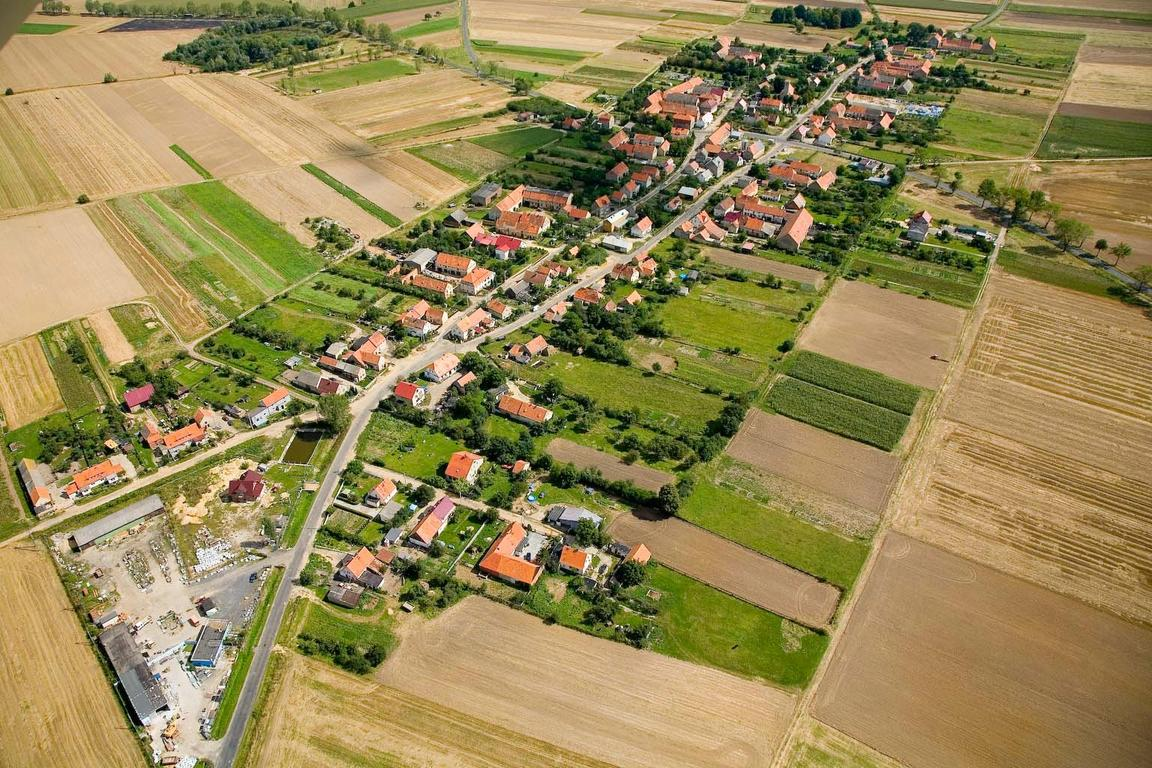
Dorfansicht von Lusina aus der Vogelperspektive

Lusina [luˈɕina] (deutsch Lüssen) ist ein Dorf der Landgemeinde Udanin im Powiat Średzki der Woiwodschaft Niederschlesien in Polen.

## Geografie

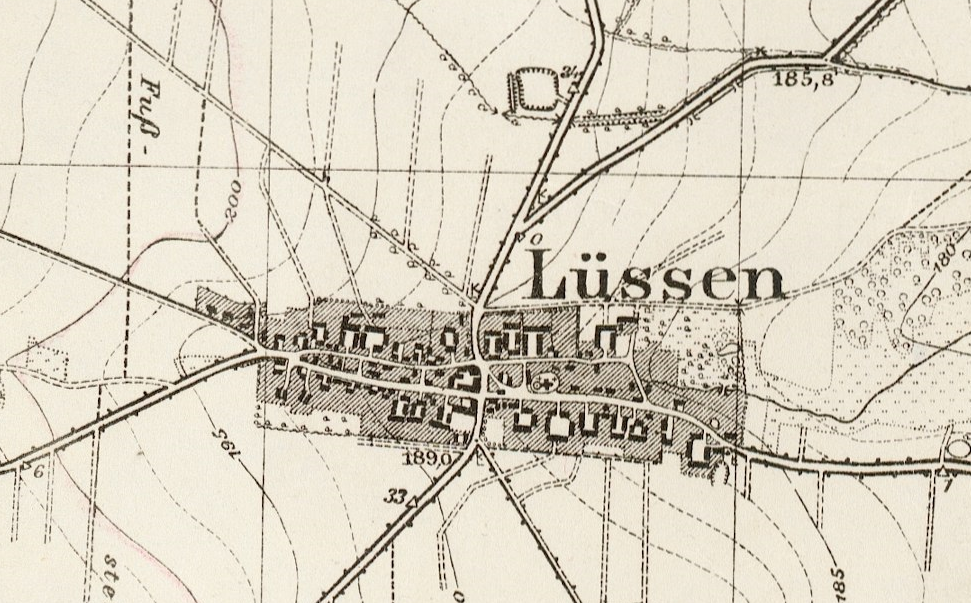
Kartenausschnitt von Lüssen aus dem Messtischblatt 4964 von 1936

Lusina liegt etwa sechs Kilometer nördlich von Strzegom (Striegau), 20 km von Środa Śląska (Neumarkt in Schlesien) und 45 Kilometer von Breslau entfernt.

## Geschichte
Das Straßenangerdorf Lusina wurde erstmals in einer 1149 datierten Urkunde 1149 als „Luszina“ erwähnt. In dieser Urkunde wurde verordnet, dass das Dorf Naturalabgaben an das Breslauer Sandstift zu leisten habe. 1239 wird „Lussin“ unter Deutsches Recht gestellt, was aber nur bedeutet, „daß die Verfassung der Siedlung deutsch wurde, nicht aber, daß auch die Bevölkerung deutsch geworden ist“. Bis dahin war es unter slawisches Recht gestellt, was bedeutet, dass eine andere Gerichtsverfassung, eine andere Flureinteilung sowie eine andere Grundherrschaft bestand.
Der Dorfname Lüssen geht auf „lussin“ = Heide, also ein Heidedorf bzw. Walddorf, zurück. Von dem damals bestehenden Wald ist heute fast nichts mehr übrig geblieben. Lediglich ein größeres Waldstück bei Kohlhöhe westlich des Dorfes befindet sich im näheren Umkreis von Lüssen.
1335 wurde erstmals die katholische Kirche in Lüssen als „Tochterkirche der St. Mariae“ erwähnt; sie unterlag damals dem Pfarramt in Schweidnitz und war eine der ältesten Kirchen im Umkreis. Während der Reformation ging die Kirche in evangelischen Besitz über, am 9. Januar 1654 wurde dies jedoch wieder rückgängig gemacht. Von da an musste die evangelische Bevölkerung zum Gottesdienst nach Gäbersdorf gehen.
Im Dreißigjährigen Krieg, um ca. 1622, wurde fast das ganze Dorf von der Schwedischen Armee eingeäschert. Auch die Kirche wurde völlig zerstört. Diese wurde im Jahre 1666 erstmals renoviert sowie 1731 von Ignaz Krätzig auf dessen Kosten in den heutigen Zustand umgebaut. Bei diesem Umbau wurde auf Verlangen des „Herrn Prätorius Freiherr von Richthofen auf Barzdorf“, eine unterirdische Gruft unter der Kirche angelegt. Dort fanden von da an sämtliche Bestattungen der Freiherren „von Richthofen“ statt. Noch heute sollen dort etwa 100 Särge lagern. Der Friedhof der katholischen Kirche wurde für Beerdigungen beider Konfessionen genutzt.
Aus dem Jahr 1736 wird berichtet, dass bei einem „hochnot=peinlichen Halsgericht“ ein Dienstjunge am 8. September auf dem Scheiterhaufen verbrannt wurde.
In den Jahren 1737 und 1746 gab es zwei Brände in Lüssen, bei welchen ein Gutshof und das katholische Schulhaus abbrannten. In einem Dorfbericht von 1785 werden zwei Schulen erwähnt: Die katholische Schule, die 1747 neu erbaut wurde, und die evangelische Schule, die seit 1763 oder 1764 bestand. Das evangelische Schulgebäude wurde 1822 in einen neuen Backsteinbau ersetzt. Im gleichen Dorfbericht wird zudem auf den anscheinend minderwertigen Acker eingegangen:
„...der Acker hierum ist naß, lehmigt und kalt...“ 1829 wird der Boden wie folgt beschrieben:
„Die Bodenart ist mittelmäßig, zum Teil lehmigt und sandigt, mehrenteils Kornboden...“
Im Oktober 1809 grassierte die Rinderpest in Lüssen, an der etwa 170 Rinder verendeten.
Das Standesamt für Lüssen ab 1874 befand sich in Barzdorf, später in Kuhnern. Der nächstgelegene Bahnhof lag im vier Kilometer entfernten Järischau.
Die vom preußischen König Friedrich II. durchgesetzte Kreisverfassung von 1741, die Lüssen dem Landkreis Striegau zuordnete, wurde am 1. Oktober 1932 aufgehoben, so dass Lüssen nun im Kreis Neumarkt lag.
Als in der Mitte der 1930er Jahre die Luftmunitionsanstalt 3/VIII Striegau bei Kohlhöhe gebaut wurde, entstand durch den abgetragenen Sand eine Grube, etwa 500 m nördlich von Lüssen vor dem Ortseingang. Diese Grube, von der Bevölkerung „Kiesgrube“ oder „Sandgrube“ genannt, wurde mit Wasser gefüllt und diente so vor allem der Dorfjugend zum Schwimmen und Ruderbootfahren. Des Weiteren soll in der Grube eine Person ertrunken sein. Heute ist die Grube bis auf wenige Wasserstellen fast vollständig ausgetrocknet und mit Pflanzen bewachsen.
Die bisher evangelische Schule wurde im Jahr 1936 in einen Kindergarten umgewandelt.
Kurz vor Beginn des Zweiten Weltkrieges gab es im 830 ha großen Lüssen außer den bisher genannten Einrichtungen eine Brauerei, eine Brennerei, eine Mühle mit Backstube, eine Tischlerei, eine Bäckerei, ein Kaufhaus, eine Stellmacherei, eine Kolonialwarenhandlung, eine Schneiderei, eine Fleischerei, einen Friseur, einen Korbmacher, einen Schuhmacher, einen Bürstenmacher, einen Böttcher und ein Spritzenhaus.
Im Januar 1945 zogen die ersten Flüchtlingstrecks durch Lüssen. Bald darauf, im Februar, während der größten Kälte, flüchteten die meisten Lüssener Familien westwärts ins heutige Deutschland und Tschechien. Mitte Februar besetzte die Rote Armee das Dorf, welches bis Kriegsende Frontgebiet blieb. Anfang Juni 1945 kamen die ersten geflüchteten Familien zurück nach Lüssen, jedoch begann dort im Spätsommer die polnische Besiedlung des Dorfes. Im Juni 1946 erfolgte dann die endgültige Vertreibung der deutschen Bevölkerung. Bereits 1945 war Lüssen in „Lusina“ umbenannt worden. Von 1975 bis 1998 gehörte Lusina zur Woiwodschaft Legnica.

### Einwohnerentwicklung
Das Verhältnis von der evangelischen zur katholischen Bevölkerung lag über die Jahre bis 1945 relativ konstant bei 3:2.
| Jahr        | Einwohner |
| ----------- | --------- |
| 1785        | 428       |
| 1828        | 525       |
| 1830        | 496       |
| 1845        | 615       |
| 1893        | 654       |
| 1900        | 594       |
| 1910        | 672       |
| 1933        | 645       |
| 1939        | 665       |
| Anfang 1945 | 699       |
| 2013        | 406       |